# Tell Sikkin
Tell Sikkin (tiếng Ả Rập: تل سكين, còn được gọi là Tell Sikkin Qa'dah) là một ngôi làng Syria nằm trong Tiểu khu Mahardah của Quận Mahardah ở Tỉnh Hama. Theo Cục Thống kê Trung ương Syria (CBS), Tell Sikkin có dân số 1.963 người trong cuộc điều tra dân số năm 2004.